# Jan Paul Niederkorn
Jan Paul Niederkorn (* 25. September 1950 in Wien) ist ein österreichischer Historiker.
Niederkorn absolvierte ein Studium der Rechtswissenschaften und der Geschichte an der Universität Wien. Er ist seit 1979 Mitarbeiter der Historischen Kommission der Österreichischen Akademie der Wissenschaften. Außerdem ist er Mitglied des Instituts für Österreichische Geschichtsforschung. Er war mit der Historikerin Meta Niederkorn verheiratet, das Paar hat zwei Kinder.
Seine Forschungsschwerpunkte sind die Reichsgeschichte des Hochmittelalters, internationale Beziehungen im 16. und 17. Jahrhundert sowie Höfe der Frühen Neuzeit. 

## Publikationen (Auswahl)
- mit Karel Hruza (Bearb.): Die Regesten des Kaiserreiches unter Lothar III. und Konrad III. (= Ältere Staufer. 1. Abt. 1: Die Regesten des Kaiserreiches unter Lothar III. und Konrad III.), 2. Teil: Konrad III. 1138 (1093/94)–1152. Böhlau, Wien/Köln/Weimar 2008, ISBN 978-3-205-77442-6.
- mit Karel Hruza (Bearb.): Regesta Imperii. IV,1,2. Konrad III. 1138 (1093/94)–1152. Wien u. a. 2008.
- Julius von Ficker und die Fortführung der Regesta Imperii vom Tod Böhmers (1863) bis zu ihrer Übernahme durch die Kaiserliche Akademie der Wissenschaften in Wien (1906). In: Karel Hruza und Paul Herold (Hrsg.): Wege zur Urkunde, Wege der Urkunde, Wege der Forschung. Beiträge zur europäischen Diplomatik des Mittelalters (= Forschungen zur Kaiser- und Papstgeschichte des Mittelalters. Beihefte zu J. F. Böhmer, Regesta Imperii, 24), Böhlau, Wien 2005, ISBN 3-205-77271-7, S. 293–302.
- Friedrich von Rothenburg und die Königswahl von 1152. In: Sönke Lorenz und Ulrich Schmidt (Hrsg.): Von Schwaben bis Jerusalem. Facetten staufischer Geschichte (= Veröffentlichung des Alemannischen Instituts. 61), Thorbecke, Sigmaringen 1995, S. 51–60.
- Deutscher und österreichischer Imperialismus auf dem Balkan. In: Helmut Rumpler (Hrsg.): Der Zweibund 1879. Das deutsch-österreichisch-ungarische Bündnis und die europäische Diplomatie / Historikergespräch Österreich-Bundesrepublik Deutschland 1994, Verlag der Österreichischen Akademie der Wissenschaften, Wien 1996.
- Die europäischen Mächte und der „Lange Türkenkrieg“ Kaiser Rudolfs II. (1593–1606) (= Archiv für österreichische Geschichte. 135). Verlag der Österreichischen Akademie der Wissenschaften, Wien 1993, ISBN 3-700-12111-3.
- Konrad III. als Gegenkönig in Italien. In: Deutsches Archiv für Erforschung des Mittelalters 49 (1993), S. 589–600.
- Traditio, a quibus minime cavimus. Ermittlungen gegen König Balduin III. von Jerusalem, den Patriarchen Fulcher und den Templerorden wegen Verrats bei der Belagerung von Damaskus (1148). In: Mitteilungen des Instituts für Österreichische Geschichtsforschung 95 (1987), S. 53–68.